# Cesar Sejmu
Cesar Sejmu (成務天皇 "Sejmu-tenno") je 13. japonski cesar po tradicionalnem nasledstvu. Znan je tudi kot Vakatarašihiko no Sumeramikoto. Njegovo vladavino tradicionalno štejemo med leti 131 in 191. Zaslužen je za imenovanje prvih provincialnih guvernerjev ter uradnikov okrožij.

## Legenda
Sejmu je po mnenju zgodovinarjev "legendarni cesar", ki bi lahko bil resničen, a je o njegovem življenju znanega zelo malo. Šele vladavini cesarja Kinmeja v 6. stoletju lahko pripišemo preverljive datume, imena in časi vladanja zgodnjih cesarjev so bili potrjeni kot tradicionalni v času cesarja Kanmuja, 50. vladarja dinastije Jamato.  Ime Kajka-tenno mu je bilo dodeljeno posmrtno v času cesarja Kanmuja. 
Če je Sejmu obstajal, ni dokazov, ki bi kazali, da je vladal pod nazivom tenno. Bolj verjetno je bil lokalni poglavar ali klanski vodja, njegova vladarska domena pa bi zaokrožala le manjši del današnje Japonske.

Njegov oče je bil cesar Kejko, mati pa Jasaka no Iri Bime no Mikoto, vnukinja cesarja Sudžina in prva sestrična njegovega očeta.
Dejanski kraj Sejmujevega groba ni znan. Tradicionalni ga častijo v spominskem misasagiju s cesarsko posvečenim mavzolejem z imenom Saki no Tatanami no misasagi. Sejmujevo grobnico lahko obiščemo v Misasagi-čo, mesto Nara.